# Cultura Tahu

Culturas neolíticas antigas em Taiwan.

A cultura Tahu (chinês: 大湖文化, pinyin: Dàhú Wénhuà) foi uma cultura arqueológica no sul de Taiwan. Distribuiu-se pela região de Tainan e Kaohsiung. Ela foi uma das culturas do Período Neolítico da ilha de Taiwan. Um conjunto de vários sítios arqueológicos formou a cultura, como o Sítio Tahu (大湖遺址), Sítio Fengpitou (鳳鼻頭遺址) e o Sítio Wushantou (烏山頭遺址). Nesses locais foram encontradas muitas ferramentas de osso, cerâmicas ou monturos.